# Redbone
Redbone est un groupe de musique américain créé en 1969 et originaire de Los Angeles.
Ce groupe, formé des deux frères Pat et Lolly Vegas et de Tony Bellamy et Pete DePoe, tous de racines autochtones, a atteint les sommets dans les années 1970. Des hits comme Maggie, The Witch Queen of New Orleans ou encore Come and Get Your Love ont marqué les esprits. Le groupe mélange des genres : jazz, traditionnel indien, rock, funk...
Redbone est toujours actif en 2022 et le groupe se produit régulièrement dans l'Ouest américain. Dernièrement, la vidéo de Come and Get Your Love totalisait plus de 110 millions de vues sur YouTube et a généré plus de 112 millions d'écoute sur la plateforme Spotify[réf. nécessaire].
Redbone est intronisé au Native American Music Association Hall of Fame en 2008.

## Discographie

### Compilations
1. The Best of Redbone [Epic] (1973)
2. Come & Get Your Love / The Best Of Redbone (1975)
3. Greatest Hits [Epic] (1976)
4. Rock Giants : Redbone (1982)
5. Greatest Hits [Bellaphon] (1983)
6. The Best Of Redbone [Dominion] (1990)
7. The Very Best Of Redbone (1991)
8. Greatest Songs - Come and Get Your Love (1995)
9. Golden Classics (1996)
10. To The Bone (1998)
11. Redbone and Wet Willie : Take Two (2002)
12. The Essential Redbone (2003)

## Roman graphique
Un roman graphique intitulé Redbone, l'histoire vraie d'un groupe de rock indien (120 pages) est sorti en France en janvier 2019 (Ed. Steinkis).
Entre biographie et documentaire, il retrace l'histoire du groupe Redbone entre Rock et Résistance. Les quatre musiciens amérindiens, soutenus à leur début par Jimi Hendrix, défendent leur culture depuis près de 50 ans.

## Utilisation des chansons de Redbone
En 2014, dans le film Les Gardiens de la Galaxie, Come and Get Your Love est écouté par Star-Lord sur un Walkman et passe en musique d’ambiance. La chanson connaît alors un regain de popularité. Le titre est inclus sur l'album de la bande originale du film, qui a atteint la première place du classement Billboard 200. 
En 2015, Come and Get Your Love est choisi comme générique de début de la série d'animation F Is for Family.
En 2018, en France, Come and Get Your Love est utilisé dans une publicité télévisée de Bouygues Telecom montrant trois générations successives appréciant la chanson.